# Renault Magnum

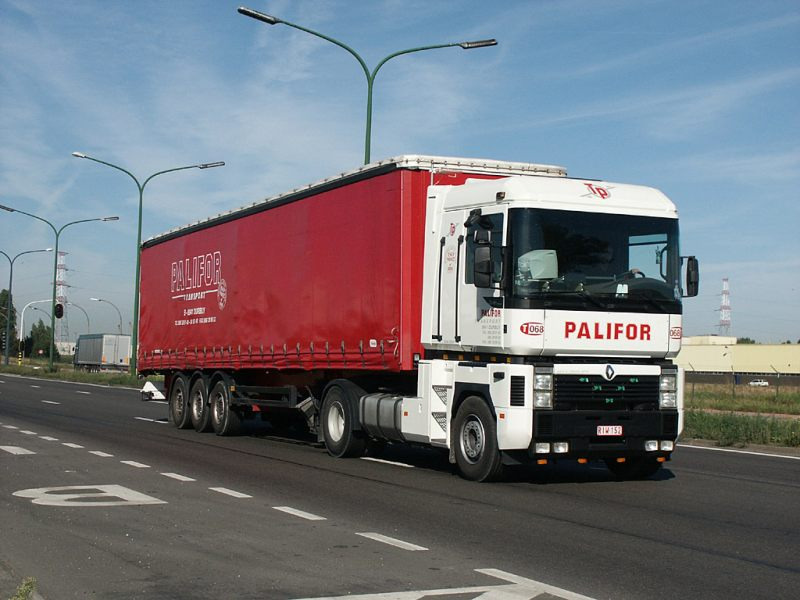
Renault Magnum

De Renault Magnum is een truck geproduceerd door het Franse Renault Trucks van 1990 tot 2013. Het kreeg in 1991 de titel International Truck of the Year.
Later introduceerde Renault de AE die een luxer uitrustingsniveau bezat, later werd dit de standaard en de naam AE Magnum was daarmee geboren.
Bij de introductie van de Magnum Integral is de naam AE compleet komen te vervallen. Magnum was de nieuwe naam voor het vlaggenschip van Renault Trucks. De bijnamen gebruikt voor deze Renault zijn 'wolkenkrabber', 'vissenkom' en 'aquarium', de laatste twee bijnamen vanwege de groter dan gebruikelijke voorruit.